# Plethodon websteri
Espèce
Statut de conservation UICN

 LC  : Préoccupation mineure
Plethodon websteri est une espèce d'urodèles de la famille des Plethodontidae.

## Répartition
Cette espèce est endémique des États-Unis. Elle se rencontre :
- en Louisiane dans la paroisse de Feliciana Ouest;
- au Mississippi dans les comtés de Hinds et de Winston ;
- en Alabama dans le comté de Clarke ;
- en Caroline du Sud dans le comté de McCormick.

## Étymologie
Cette espèce est nommée en l'honneur de Thomas Preston Webster.

## Publication originale
- Highton, 1979 : A new cryptic species of salamander of the genus Plethodon from the southeastern United States (Amphibia: Plethodontidae). Brimleyana. North Carolina State Museum, Raleigh, no 1, p. 31-36 (texte intégral).